# Planor militar

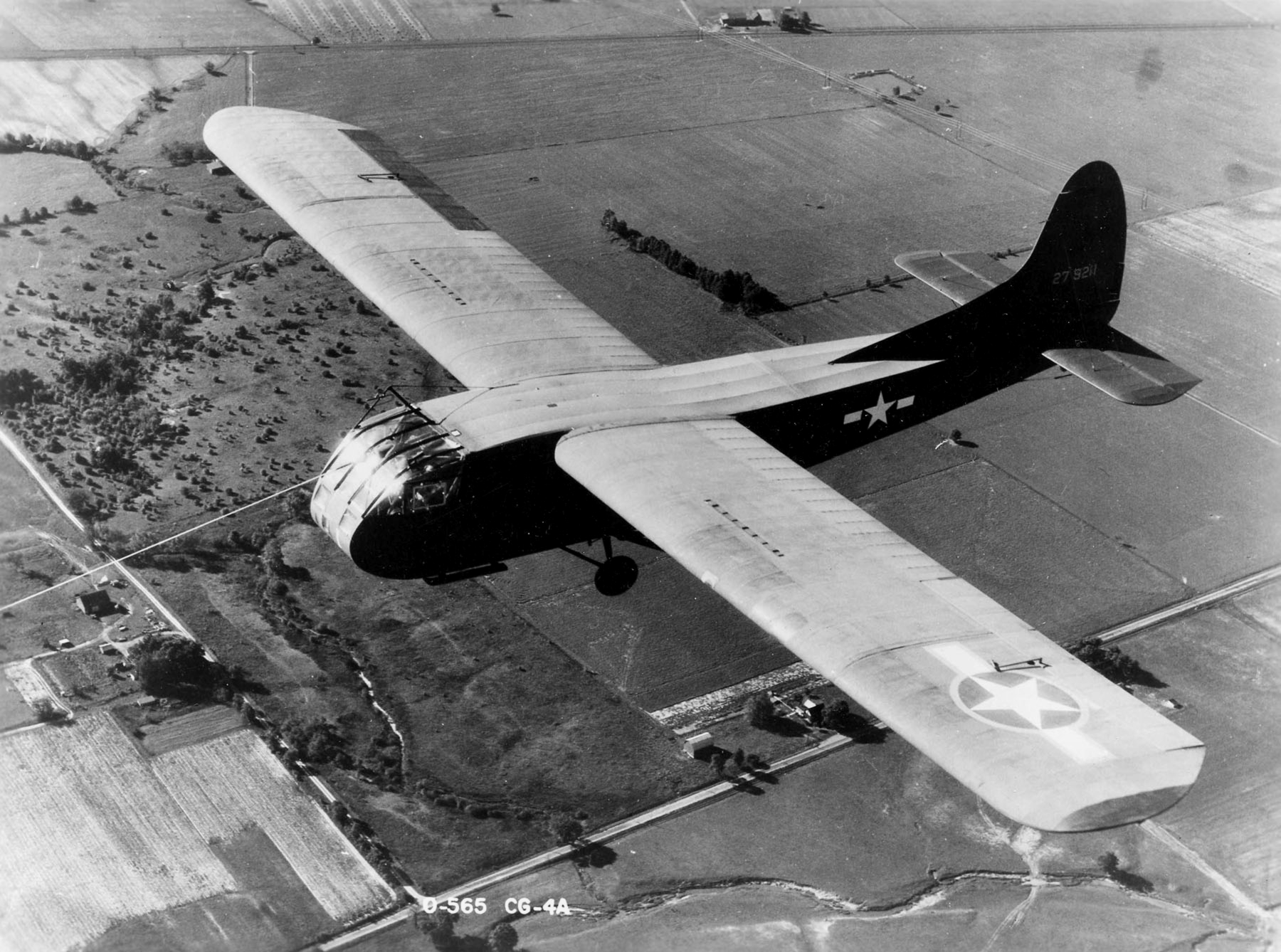
Planor american tit Waco CG-4A

Planoarele militare au fost folosite în principal în cel de-al Doilea Război Mondial de armatele diferitelor țări pentru transportarea trupelor și echipamentului greu în zonele de conflict armat.
Aceste avioane fără motor erau trase pe marea majoritate a traseului de avioane de transport, de exemplu de Douglas C-47 Skytrain sau bombardiere cum ar fi Short Stirling.
După eliberarea planoarelor de avionul de tracțiune în apropierea frontului, planorul trebuia să aterizeze pe un teren deschis, cât mai aproape de zona de aterizare desemnată, pe cât posibil cu minime pierderi de oameni și/sau distrugeri materiale, mai ales, pentru că aceste terenuri erau departe de a fi zone ideale de aterizare.  
Avantajul aterizării cu planoare față de trupele parașutate era că soldații nu se răspândeau și astfel planoarele puteau să concentreze un număr consistent de militari într-o zonă bine delimitată. Un alt avantaj era faptul că planoarele erau eliberate de avionul tractor relativ departe de zona de aterizare, astfel că neavând motor nu făceau zgomot și nu erau depistate de trupele de la sol. 
Planoarele mai mari puteau transporta tunuri antitanc, mici vehicule și tancuri ușoare (de exemplu tancul Tetrarch.

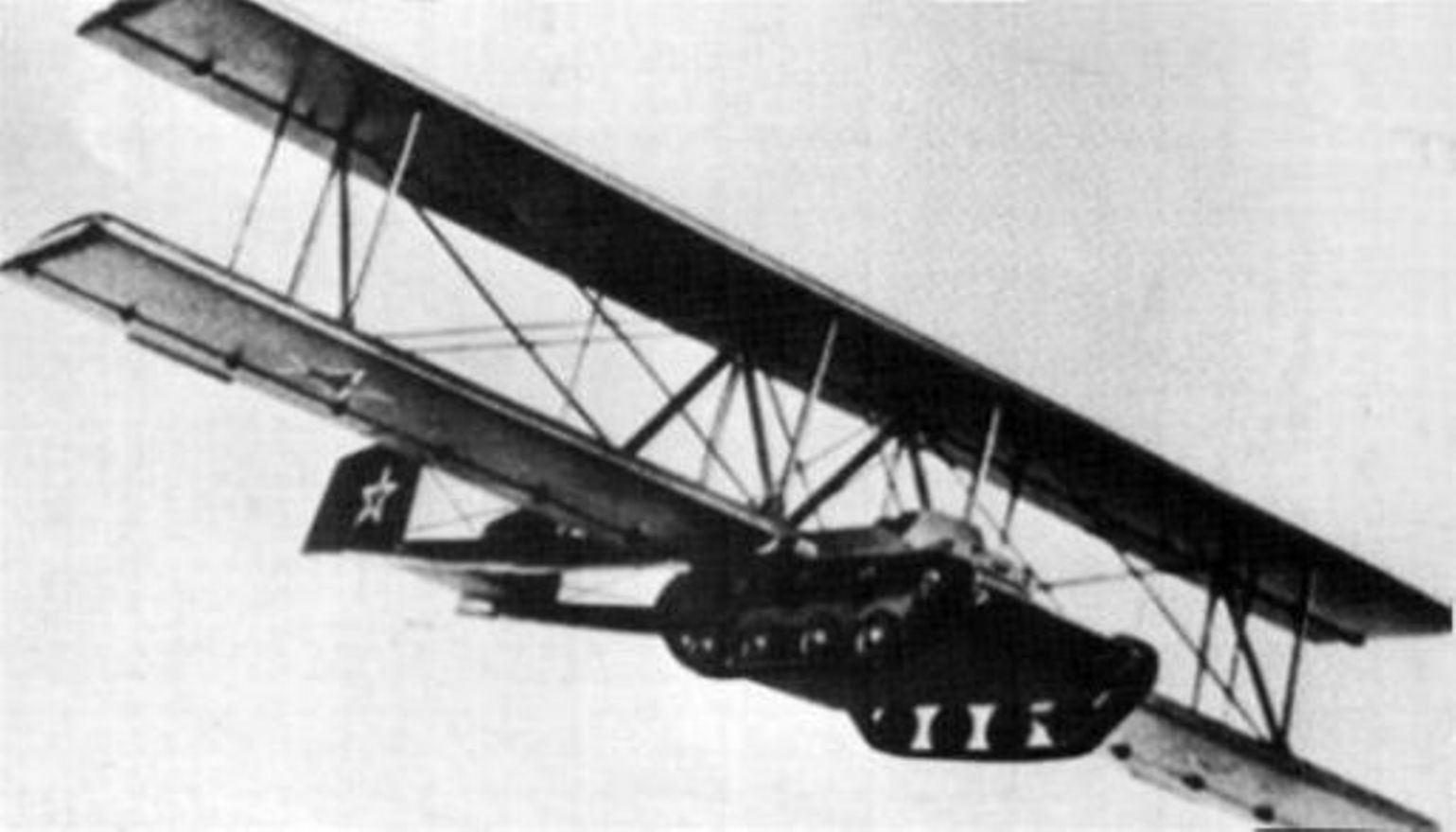
Tanc cu aripi detaşabile Antonov A40

Sovieticii au experimentat un tanc-planor, Antonov A-40, care era un tanc cu aripi detașabile.
În Războiul din Coreea elicopterele au înlocuit planoarele, elicopterele având avantajul că puteau să și extragă militarii din zona de luptă și le puteau duce acolo cu precizie mai mare decât planoarele.